# Lewotobi
Der Lewotobi im Osten der indonesischen Insel Flores bildet einen Doppelvulkan mit zwei Gipfeln, die etwa zwei Kilometer Abstand haben. Besonders aktiv ist der kleinere Lewotobi Laki-laki (deutsch: „männlich“, Höhe 1584 m). Seit dem 17. Jahrhundert sind 24 Ausbruchsphasen des Lewotobi bekannt, darunter auch zwei unbestätigte Eruptionen. Nur zwei dieser Ausbrüche erfolgten 1921 und 1935 am höheren Lewotobi Perempuan (deutsch: „weiblich“, Höhe 1703 m). Die Ausbrüche von 1675 und 1903 erreichten einen Vulkanexplosivitätsindex von 3 (von maximal 8).

## Aktivität ab 2023

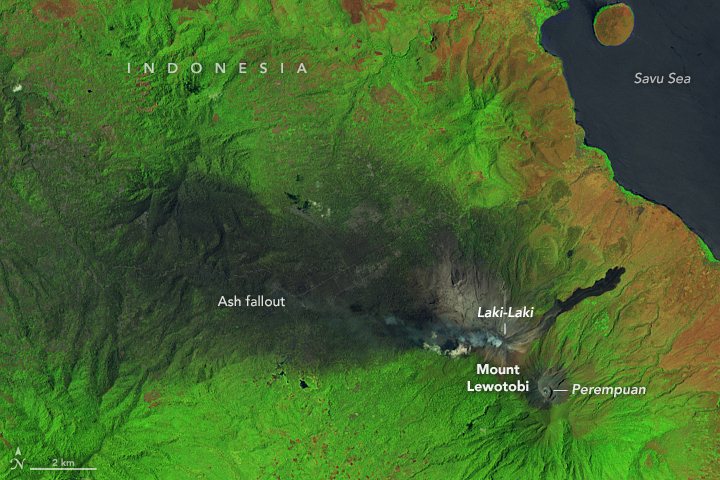
Falschfarben-Satelltenbild des Vulkans vom 5. November 2024 nach einer Eruption

Seit Dezember 2023 ist Lewotobi Laki-Laki erneut aktiv.
Eine Eruption am 3. November 2024, von der sieben Dörfer in der Umgebung betroffen waren, kostete mindestens zehn Menschen das Leben. Die regionalen Behörden ordneten eine Evakuierung im Umkreis von 7 Kilometern um den Krater an. Wegen Auswurfs von Asche ab dem 13. November 2024 wurden zahlreiche Passagierflüge von und nach Bali, 500 km vom Vulkan entfernt, gestrichen.
Am 20. März 2025 brach der Lewotobi Laki-Laki erneut aus, Asche wurde rund acht Kilometer hoch in die Luft geschleudert. Am Morgen des Folgetages erfolgte ein weiterer Ausbruch. Die indonesische Vulkanologiebehörde erhöhte die Warnstufe des Lewotobi Laki-Laki auf die höchste der vier Stufen. Der Flugverkehr auf Bali wurde stark eingeschränkt. 4700 Einwohner umliegender Dörfer mussten evakuiert werden. Am 17. Juni 2025 kam es zum nächsten Ausbruch; Asche flog erneut bis zu zehn Kilometer hoch in die Luft. Die Behörden riefen die höchste Warnstufe aus. Zahlreiche Flüge (auch von und nach Bali) wurden gestrichen. Auch am 7. Juli 2025 kam es wieder zu einem Ausbruch. Asche flog 18 Kilometer hoch in die Luft. Wie in vorigen Eruptionen wurde der Flugverkehr stark eingeschränkt.